# 修學院離宮

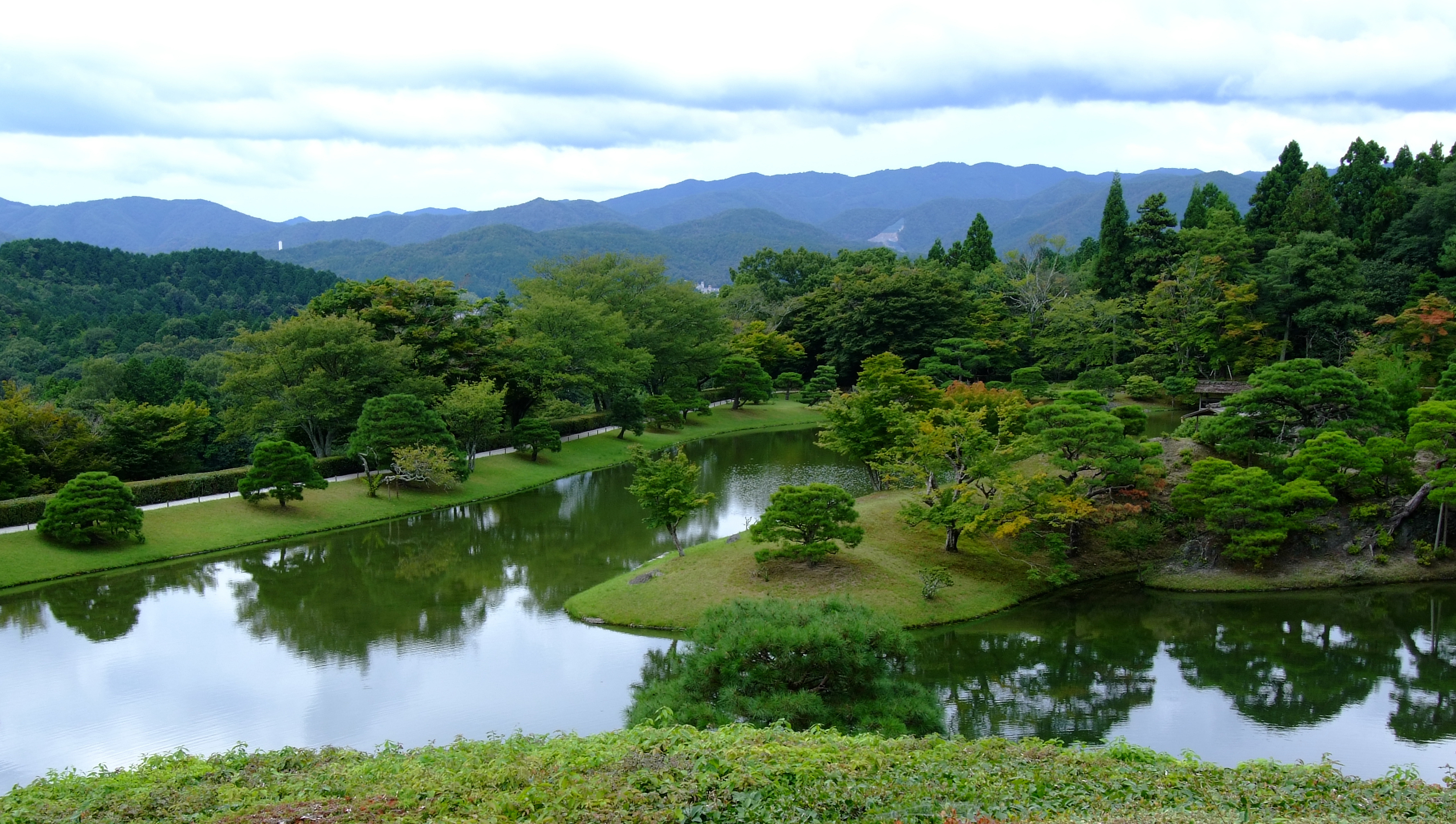
從隣雲亭望浴龍池

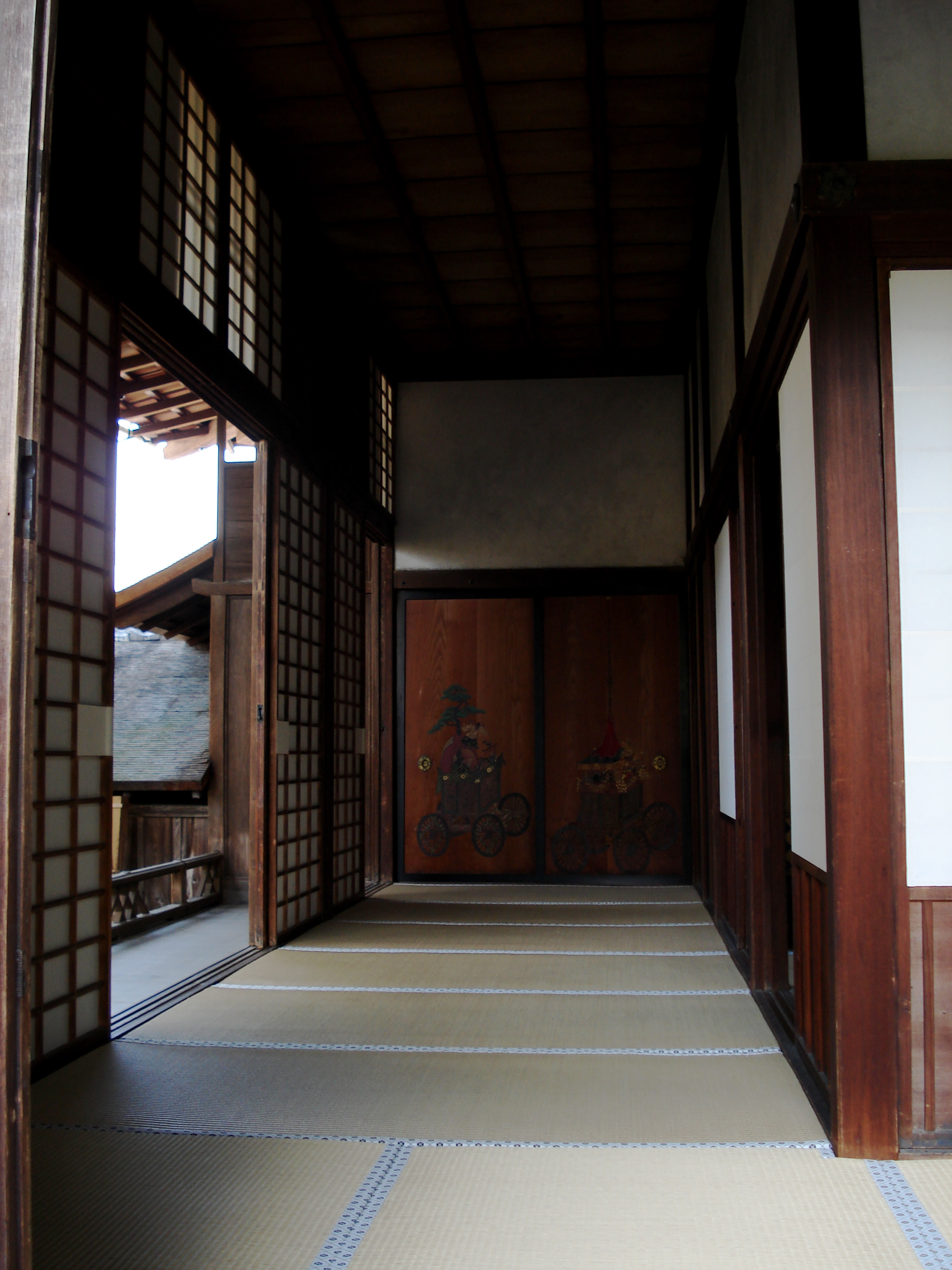
中御茶屋・客殿内部

修學院離宮（日语：／ Shugaku-in Rikyū */?）是位在日本京都府京都市左京區比叡山麓的宮內廳所管之離宮。1653年（承應2年）─1655年（承應4年）依後水尾上皇的指示造營。和桂離宮、仙洞御所共同展現王朝文化的美學。

## 概要
修學院離宮由上御茶屋（かみのおちゃや）、中御茶屋（なかの - ）、下御茶屋（しもの - ）的3座庭園構成，面積54万平方公尺。各御茶屋之間是廣闊的田野，由細小的松並木道連結各御茶屋。上御茶屋和下御茶屋是依後水尾上皇（第108代天皇）的指示，在1655年（明曆元年）─1659年（萬治2年）由江戶幕府造營。
中御茶屋的前身是1668年（寛文8年）為了後水尾上皇的第8皇女・光子內親王所造營的朱宮（あけのみや）御所。

## 歷史
10世紀後期，在此地曾有一座叫做修學院的寺廟，這就是此地的地名由來。南北朝時代以後，此寺廟一度被廢棄，只剩修學院村的地名。明曆元年(1655年)由後水尾上皇發起重建，於萬治2年(1659年)時完成。在此之前上皇的第一皇女梅宮出家後，利用現在中御茶屋附近的草庵創建了圓照寺，而尋找適合建造皇家離宮用地很久的上皇，將圓照寺遷移至大和國的八嶋（奈良市八島町），然後在此地修建了上、下兩個御茶屋。在當時與幕府的關係緊張的年代中，能於短時間內建立規模如此大的山莊，實在是一件不容易的事。
中御茶屋是寛文8年(1668年)為了後水尾上皇的第八皇女，光子內親王(朱宮)所建的。當時將東福門院(後水尾上皇的皇后，將軍德川秀忠的女兒和子)去世後女院御所一部份的建築物搬移至此，同時擴建成為中御茶屋。上皇駕崩後，光子內親王剃度出家，將此地改為林丘寺。
明治18年(1885年)境內的區域陸續返還於宮內省，正式編入離宮。
昭和39年(1964年)徵購了上、中、下御茶屋之間，一共8萬多平方公尺的水田作為附屬農地，以確保景觀維持。

## 設施

### 下御茶屋
- 壽月觀

### 中御茶屋
- 樂只軒

樂只軒是為光子內親王營造的最早的建築，後來内親王的山莊擴建為林丘寺。樂只軒的南面對著庭院的一面，設有帶屋簷的走廊，低板鋪設的相當低，整體與庭院成為了一體。並無太多巧思，但是簡約中透露著情趣，卻是可以看出像是内親王的御殿。
靠近前面的六疊是一之間，畫著吉野山的櫻花，內部是二之間，畫著龍田山的紅葉，畫者均為狩野探信(探幽之子)。
- 客殿

一之間約有十二疊半，其中有一疊半的飾棚，大小長短相互穿插，如同散開的晚霞一般，被稱之為霞棚。與桂離宮的桂棚，三寶院的醍醐棚，合稱為天下三棚。

### 上御茶屋
- 大灌木叢
- 鄰雲亭
- 楓橋
- 窮遂亭

位於中島頂上，是一座寶型結構的茶室。雖然經過文政年間的整修，卻是唯一現存的創建初期的建築物。建築的名稱來自於門口一塊由後水尾上皇御筆的匾額。由十八疊和一個附屬的水間而構成，房間的一角有一塊直角狀，較高出一些的榻榻米，其上段的西側低處有一塊橫木板當作扶手的支窗，稱為御肘寄。
- 千歲橋
- 萬松塢
- 浴龍池

## 图片集

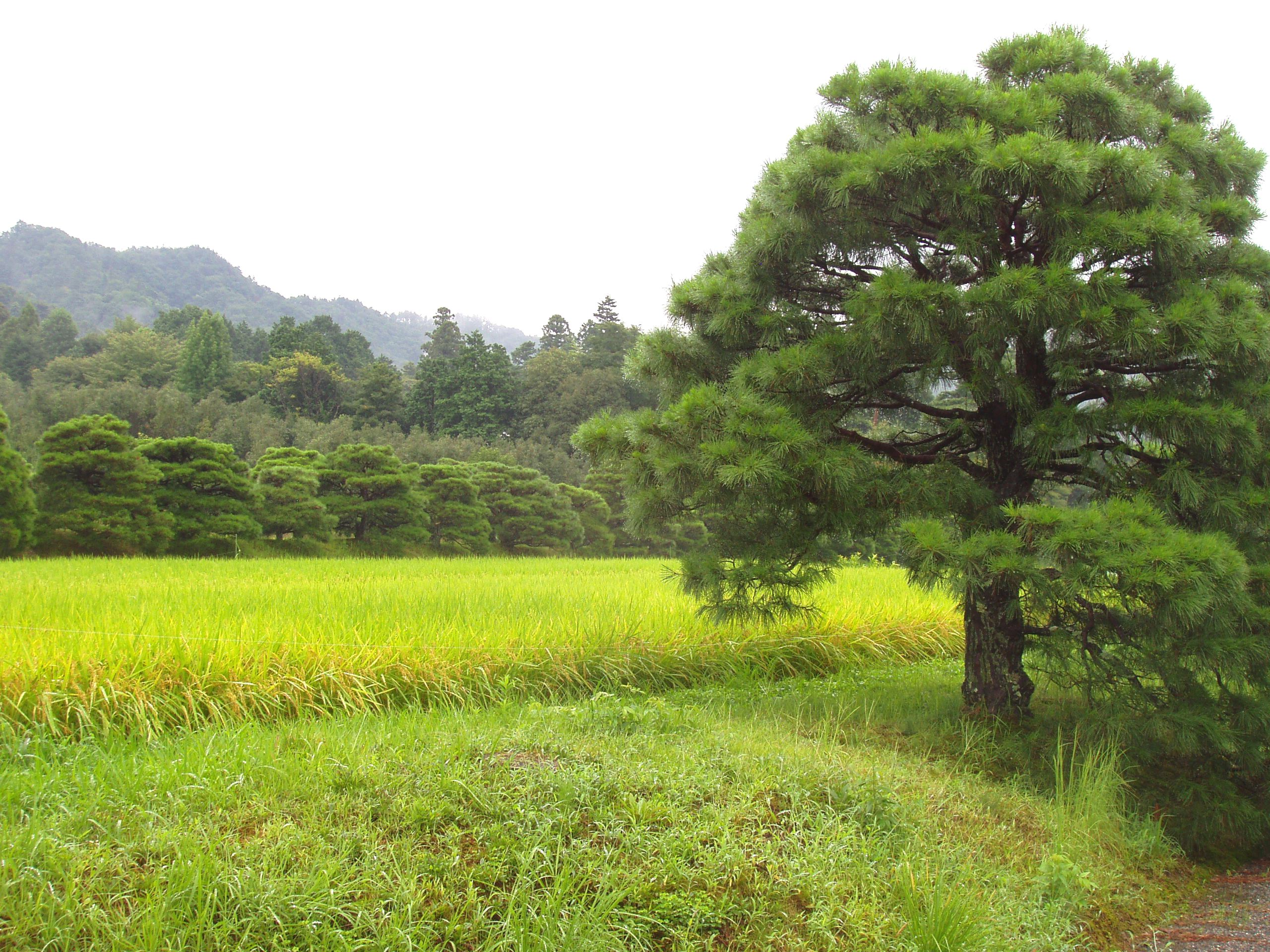
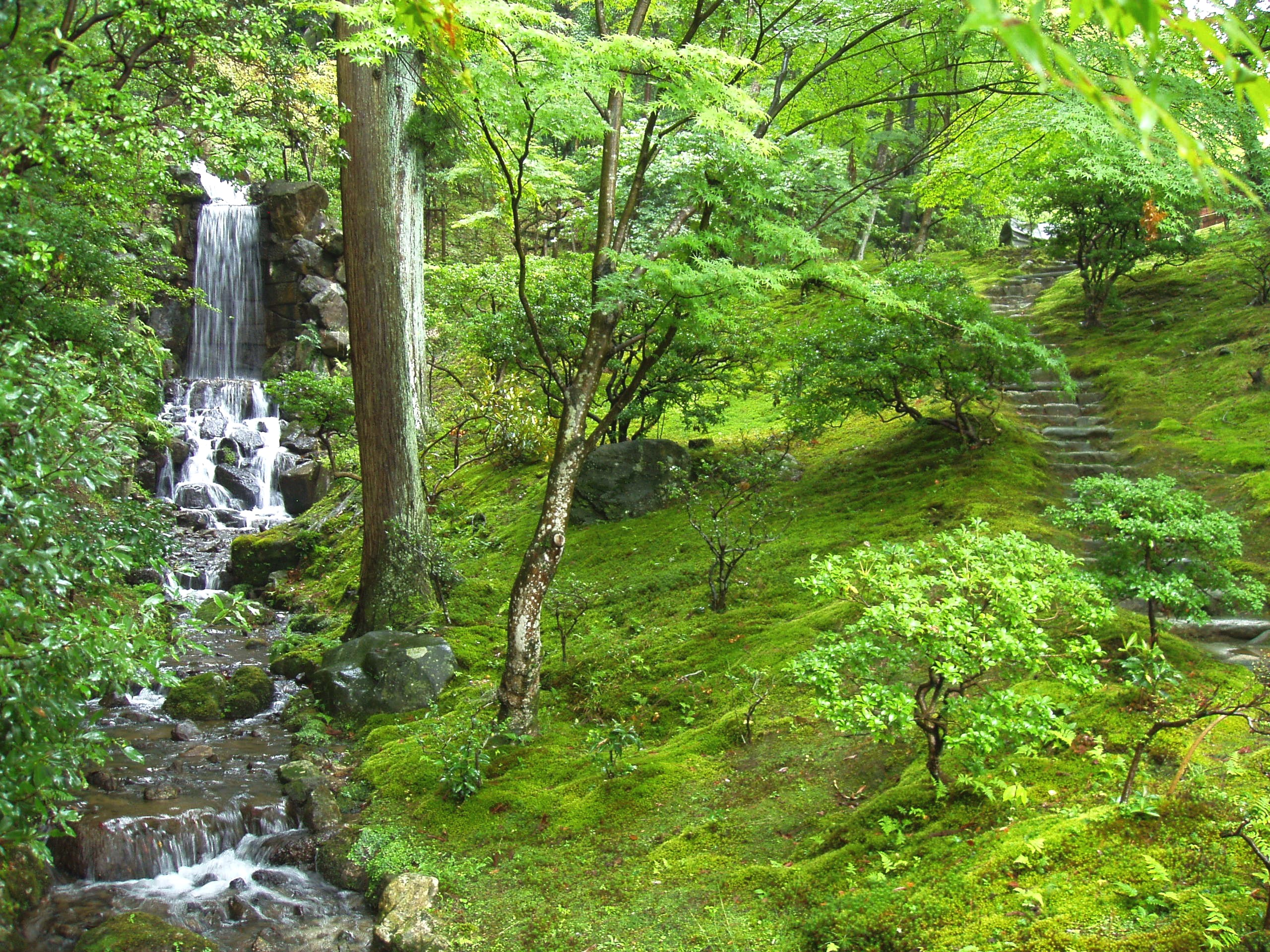
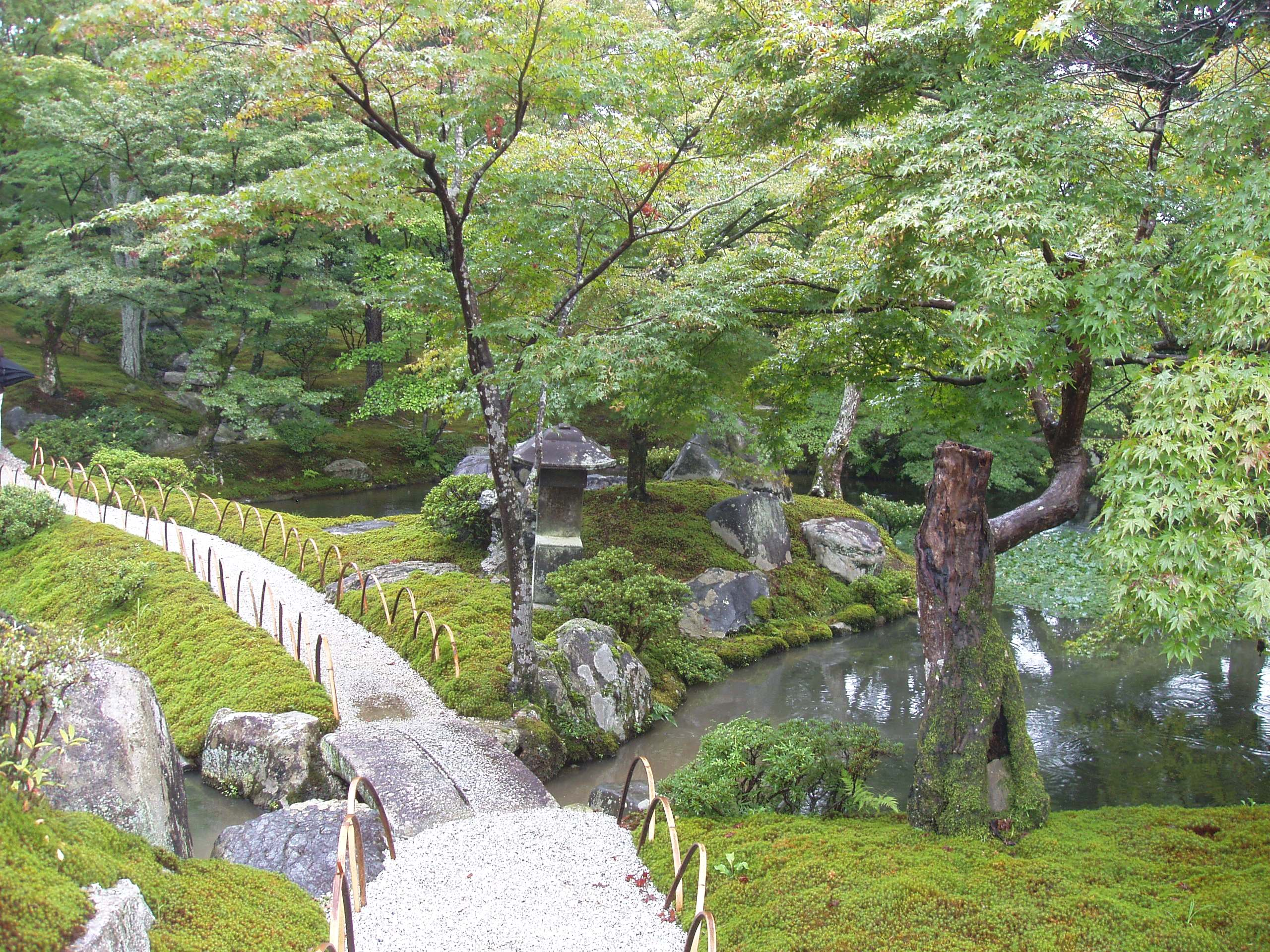
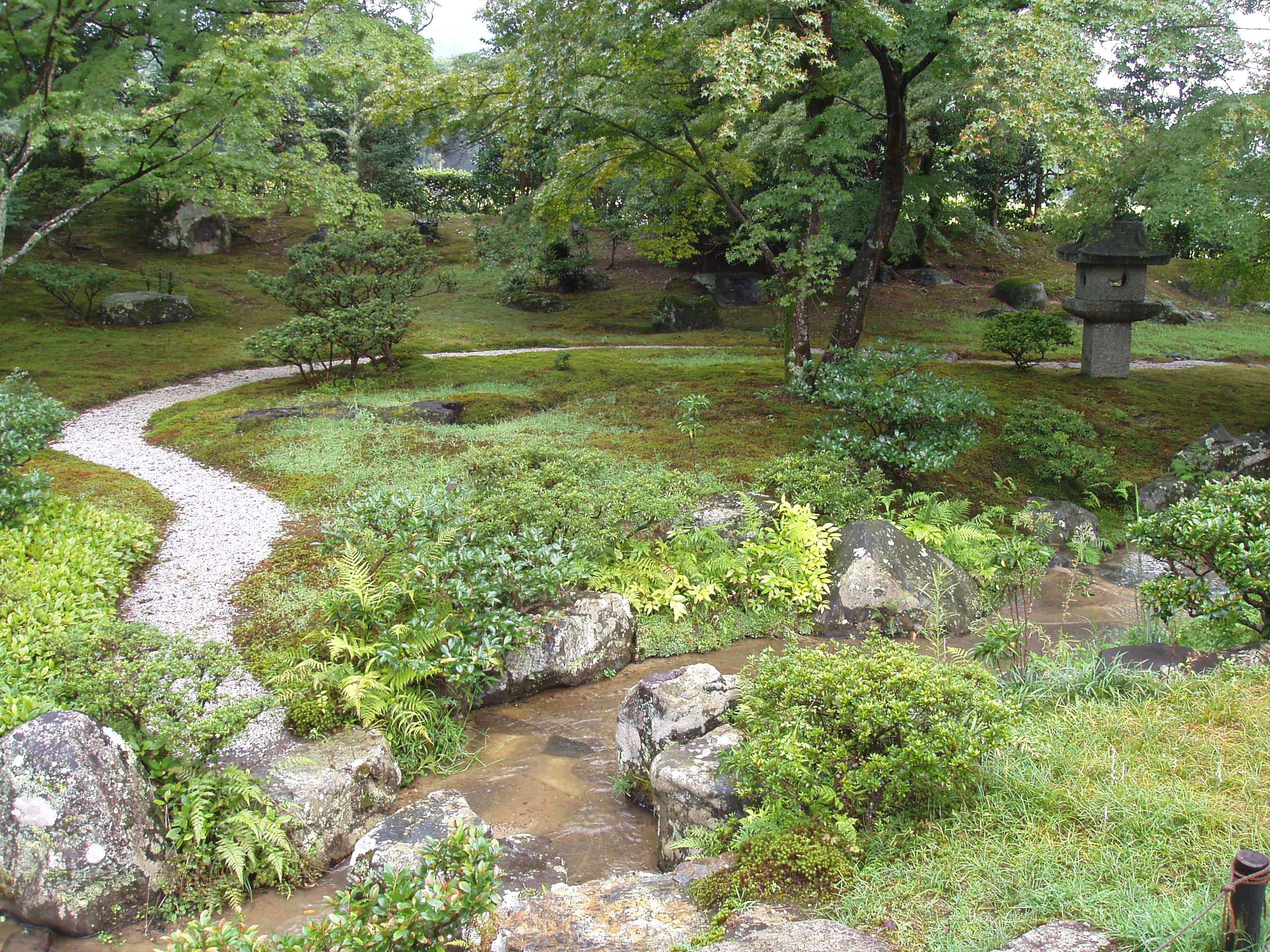
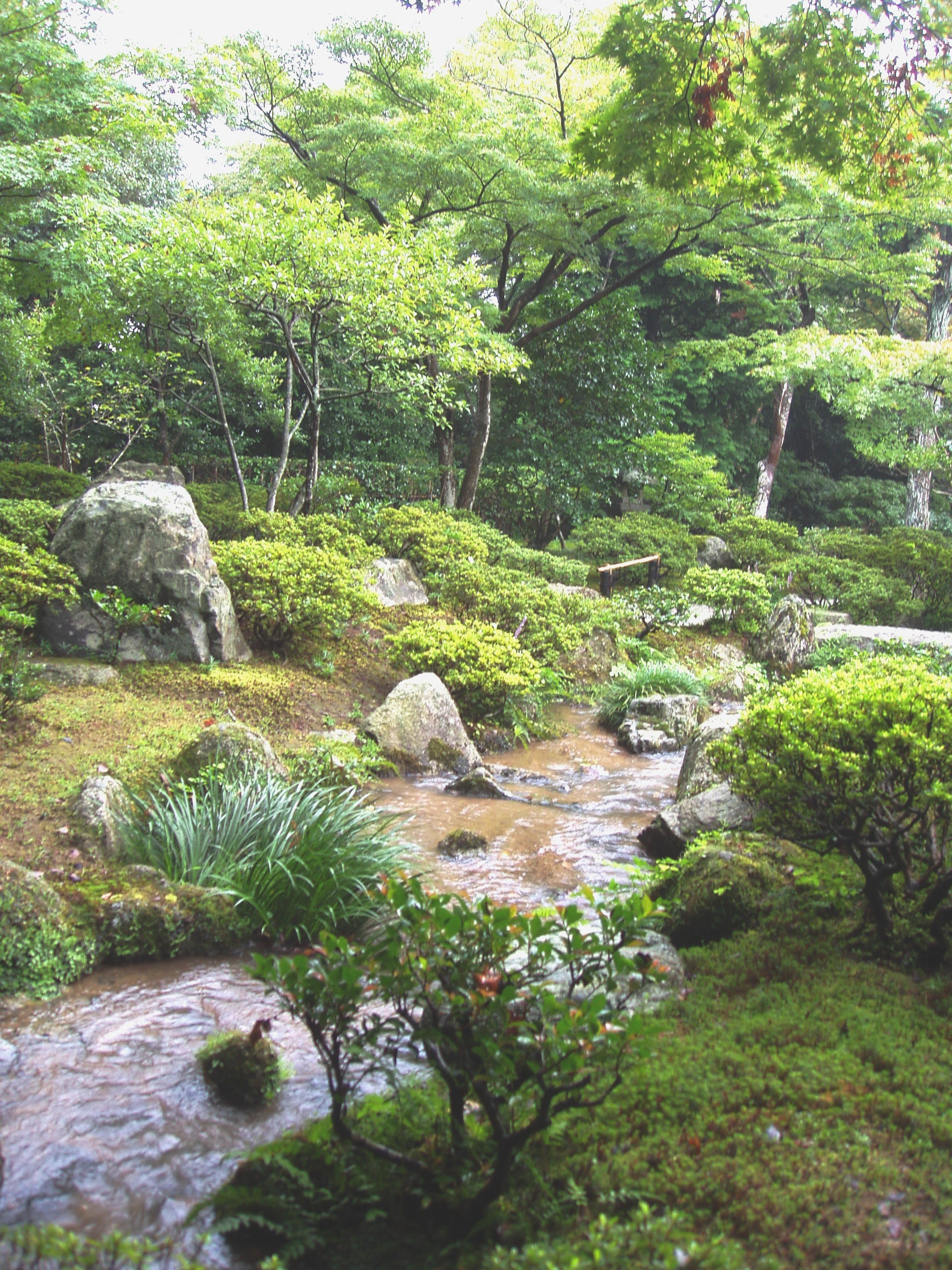

## 關連項目
- 後水尾天皇
- 桂離宮

## 外部連結
- 宮內廳参観案內：修學院離宮 （页面存档备份，存于）

35°03′13″N 135°48′06″E / 35.0537°N 135.80174°E